# Каяанинйоки
Ка́яанинйоки (фин. Kajaaninjoki, швед. Kajana älv) — река в Финляндии, в области Кайнуу.
Река протекает от озера Нуасъярви до озера Оулуярви на высоте 123 м и даёт название городу Каяани. От озера через реку Оулуйоки вода попадает в Ботнический залив.
С 1917 года на реке установлены две плотины и гидроэлектростанции — Аммакоски (1917 год) и Койвукоски (1943 год). Мощность электроэнергии составляет порядка 35 МВт. При этом годовой объём производства энергии составляет 100 000 МВт/ч.
Ранее на реке стояли бумажный комбинат, целлюлозный завод и связанные с ними отрасли химической промышленности.
В 2012 году в Каяани произошел разлив нефти. 110 тонн маслянистой воды просочились в реку, и в конечном итоге попали в озеро Оулуярви.
На протяжении всей своей истории река Каяанинйоки славилась как хорошее место для спортивной рыбалки. И в настоящее время близость к городу и расположенные на берегах парки обеспечивают хорошие условия для рыболовства.